# Zhichihuo
Zhichihuo là một chi bướm đêm thuộc họ Geometridae.